# 卡塞伊·维克多
考绍伊·维克多（1975年9月10日—），匈牙利足球裁判，也是2010年世界盃足球賽的主裁判之一。

## 生涯
考绍伊·维克多正職是一位印刷销售。於2003年，他取得了為國際賽事執法的資格。翌年8月18日，他為斯洛伐克對盧森堡的球賽執法，這是他首場執法的賽事。隨後，在2007年，他成為了當屆世青盃的主球證，並為兩場分組賽執法。2008年，考绍伊又担任欧洲杯第四官员和北京奧運男子足球賽決賽主裁。2011年度，考绍伊被国际足球历史和统计联合会（IFFHS）评选为年度最佳主裁。
2010年6月，考绍伊参与了南非世界杯的裁判工作。他共计执法了巴西對北韓、墨西哥对乌拉圭、美国对加纳及半决赛德国对阵西班牙的比赛。
2011年5月26日，欧足联裁判委员会宣布匈牙利裁判考绍伊·维克多担任在温布利球场举行的欧冠联赛决赛的主裁判。此前，考绍伊·维克多在该赛季一共执法了五场欧冠联赛和一场欧洲联赛。
2012年，考绍伊·维克多亮相欧洲杯决赛圈的比赛。他在C组西班牙对阵意大利和D组英格兰对阵乌克兰的比赛中担任主裁判。
2017年4月18日，欧洲冠军联赛四分之一决赛第二回合皇家马德里主场与拜仁慕尼黑的比赛的加时赛阶段，考绍伊·维克多连續判罚失误，将C罗的两個越位进球判为有效，令拜仁慕尼黑被淘汰出局。赛后，考绍伊遭到拜仁球员、教练、球迷和管理层等人声讨。

## 資料來源
1. ↑  （英文）. worldreferee.com. 2012年6月6日  [2012年6月19日]. （原始内容存档于2016年2月14日）.
2. ↑  （简体中文）. xinmin.cn. 2012年6月7日  [2012年6月19日]. （原始内容存档于2016年3月4日）.
3. ↑  KEMLSZ （页面存档备份，存于） (匈牙利語)
4. ↑  （简体中文）. 东方网. 2012年6月9日  [2012年6月19日]. （原始内容存档于2014年5月18日）.
5. ↑  （简体中文）. 163.com. 2012-06-11  [2012-06-19]. （原始内容存档于2018-04-21）.
6. ↑  （简体中文）. sina.com. 2010-10-31  [2012-06-19]. （原始内容存档于2020-04-14）.
7. ↑  （简体中文）. cn.UEFA.com. 2011年5月26日.[永久]
8. ↑  .   [2017-07-01]. （原始内容存档于2018-07-07）.
9. ↑  .   [2017-07-01]. （原始内容存档于2018-05-16）.
10. ↑  . sport1. 2017-04-19  [2017-04-19]. （原始内容存档于2020-05-31） （德语）.
11. ↑  . goal.com. 2017-04-18  [2017-04-19]. （原始内容存档于2017-07-11）.